# كريس سبينس
كريس سبينس (بالإنجليزية: Chris Spence)‏ هو سياسي أسترالي، ولد في 19 ديسمبر 1974 في كانبرا في أستراليا. حزبياً، نشط في الحزب الليبرالي الأسترالي. وقد انتخب عضو الجمعية التشريعية نيو ساوث ويلز عن دائرة Electoral district of The Entrance ‏ (26 مارس 2011 – 6 مارس 2015).